# Plume d’Or 1982
Der Plume d’Or 1982 im Badminton wurde vom 29. bis zum 30. Mai 1982 in Ljubljana ausgetragen. Sieger wurde das Team aus Österreich.

## Endstand
| Platz | Team |
| ----- | --- |
| 1     | Österreich |
| 2     | Jugoslawien |
| 3     | Schweiz |
| 4     | Belgien |
| 5     | Portugal |
| 6     | Israel (Michael Rappaport (Kapitän und Trainer), Victor Yusim, Nissim Duk, Yitzhak Serrouya, Bruria Serrouya, Aliza Moses, Chaya Grunstein, Carol Silman, Jeff Geffen (Delegationsleiter)) |
| 7     | Frankreich |